# White Pine County
White Pine County ist ein County im Bundesstaat Nevada der Vereinigten Staaten. Der Verwaltungssitz (County Seat) ist Ely. Große Seen sind der Ruby Lake und der Goshute Lake.

## Geschichte
Das County wurde 1869 gegründet und nach den Biegsamen Kiefern der Gegend benannt. Von 1869 bis 1887 war Hamilton Verwaltungssitz des Countys. Er wurde später aber wegen eines Brandes nach Ely verlegt.
Zwei Orte im County haben den Status einer National Historic Landmark, das Fort Ruby und die Nevada Northern Railway, East Ely Yards. 19 Bauwerke und Stätten des Countys sind insgesamt im National Register of Historic Places eingetragen (Stand 14. Februar 2018).

## Demografische Daten

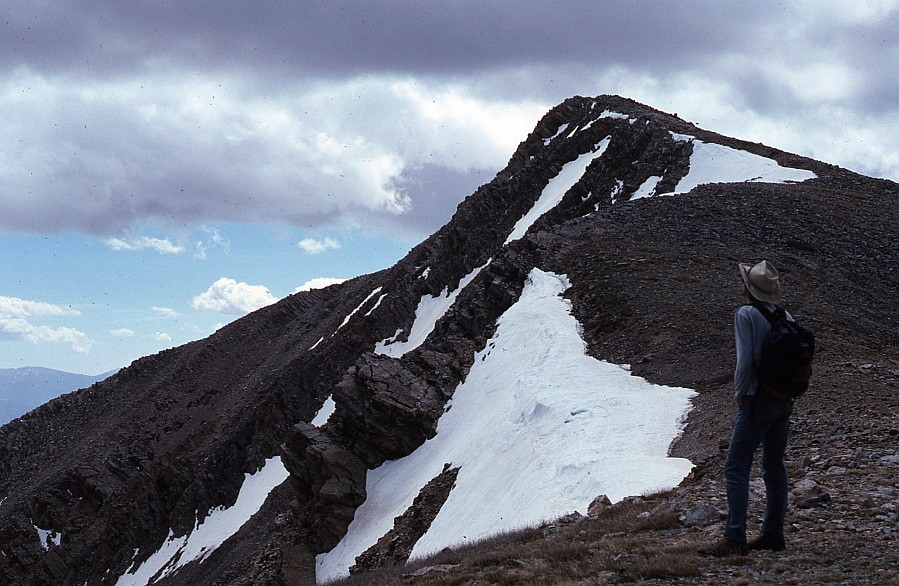
Nordseite des North Schell Peaks

Nach der Volkszählung im Jahr 2000 lebten im County 9181 Menschen. Es gab 3282 Haushalte und 2159 Familien. Die Bevölkerungsdichte betrug weniger als 1 Einwohner pro Quadratkilometer. Ethnisch betrachtet setzte sich die Bevölkerung zusammen aus 86,35 % Weißen, 4,14 % Afroamerikanern, 3,29 % amerikanischen Ureinwohnern, 0,78 % Asiaten, 0,24 % Bewohnern aus dem pazifischen Inselraum und 3,09 % aus anderen ethnischen Gruppen; 2,10 % stammten von zwei oder mehr ethnischen Gruppen ab. 10,98 % Prozent der Bevölkerung waren spanischer oder lateinamerikanischer Abstammung.
Von den 3282 Haushalten hatten 31,20 % Kinder und Jugendliche unter 18 Jahre, die bei ihnen lebten. 51,80 % waren verheiratete, zusammenlebende Paare, 9,30 % waren allein erziehende Mütter. 34,20 % waren keine Familien. 29,60 % waren Singlehaushalte und in 11,50 % lebten Menschen im Alter von 65 Jahren oder darüber. Die Durchschnittshaushaltsgröße betrug 2,42 und die durchschnittliche Familiengröße lag bei 3,01 Personen.
Auf das gesamte County bezogen setzte sich die Bevölkerung zusammen aus 24,20 % Einwohnern unter 18 Jahren, 7,60 % zwischen 18 und 24 Jahren, 29,90 % zwischen 25 und 44 Jahren, 24,80 % zwischen 45 und 64 Jahren und 13,50 % waren 65 Jahre alt oder darüber. Das Durchschnittsalter betrug 38 Jahre. Auf 100 weibliche Personen kamen 128,60 männliche Personen, auf 100 Frauen im Alter ab 18 Jahren kamen statistisch 138,50 Männer.
Das jährliche Durchschnittseinkommen eines Haushalts betrug 36.688 USD, das Durchschnittseinkommen der Familien betrug 44.136 USD. Männer hatten ein Durchschnittseinkommen von 36.083 USD, Frauen 26.425 USD. Das Prokopfeinkommen betrug 18.309 USD. 11,00 % der Bevölkerung und 10,30 % der Familien lebten unterhalb der Armutsgrenze. 11,80 % davon waren unter 18 Jahre und 7,60 % waren 65 Jahre oder älter.

## Orte im County
- Adverse
- Baker
- Baltimore Mill
- Calumet
- Cherry Creek
- Copper Flat
- Douglas
- East Ely
- Eberhardt
- Ely
- Glenn
- Greens
- Hamilton
- Hogum
- Keystone
- Keystone Junction
- Kimberly
- Lane City
- Lavon
- Lund
- McGill
- McGill Junction
- Minerva
- Mosier
- Osceola
- Preston
- Riepetown
- Ruppes Place
- Ruth
- Shermantown
- Steptoe
- Tippett
- Warm Springs
- Willow Grove

## Schutzgebiete
- Great-Basin-Nationalpark
- Humboldt-Toiyabe National Forest
- Ruby Lake National Wildlife Refuge
- Bald Mountain Wilderness
- Becky Peak Wilderness
- Bristlecone Wilderness
- Currant Mountain Wilderness (partiell)
- Goshute Canyon Wilderness
- Government Peak Wilderness
- High Schells Wilderness
- Highland Ridge Wilderness
- Mount Grafton Wilderness
- Mount Moriah Wilderness
- Red Mountain Wilderness
- Shellback Wilderness
- South Egan Range Wilderness
- White Pine Range Wilderness
- Cave Lake State Park
- Ward Charcoal Ovens State Historic Park

## Prostitution
Das County ist eines der zehn Countys Nevadas, in denen Prostitution und die Errichtung von Bordellen zulässig ist.